# London Fire Brigade
Il London Fire Brigade è il corpo dei vigili del fuoco di Londra ed è amministrato direttamente dall'Autorità della Grande Londra. È costituito da 102 stazioni distribuite nella Città di Londra e nei 32 borghi della città.

## Gradi
| Titolo              | Commissario | Vicecommissario | Assistente commissario | Vice assistente commissario | Comandante di gruppo | Comandante di stazione | Ufficiale di stazione | Caposquadra | Vigile del fuoco esperto | Vigile del fuoco |
| Insegna su spallina |             |                 |                        |                             |                      |                        |                       |             |                          |                  |